# 諏訪盛政
諏訪 盛政（すわ もりまさ）は、信濃諏訪藩の家老。諏訪図書家第2代。藩主・諏訪頼水の娘婿。

## 生涯
慶長19年（1614年）、大坂の陣の際に、藩主・頼永が甲府城守備を命じられ、その供をした。元和6年（1620年）、頼永が幕府より大坂加番を命じられ、その供をした。
元和7年（1621年）、父・頼雄の隠居により15歳で家督と知行1,000石を相続する。父より妖怪火車の爪と、藤嶋友重の刀（火車切）を譲られた。火車切は、母（松平一生の娘）が嫁ぐ際、松平家から贈られたもので、松平近正（一生の父）が火車退治に用いたものと伝わる。
寛永3年（1626年）、松平忠輝が諏訪藩に預けられることとなり、その警護を任される。
寛永10年（1633年）、家督を嫡男の盛住に譲り隠居する。貞享2年（1685年）3月21日、諏訪で死去。

## 人物
- 狩猟好きな忠恒の供を、従兄弟の大祝頼寛と共に務めた。
- 雅を好んで、暇があれば書を揮毫し、贈られた人々はこれを珍重した。